# Großtreben-Zwethau
Großtreben-Zwethau este o comună din landul Saxonia, Germania.